# Qt Development Frameworks
Qt Development Frameworks (dawniej Quasar Technologies, następnie Trolltech i Qt Software) – norweska spółka założona przez Haavarda Norda oraz Eirika Chambe-Enga w 1994. Jej pracownicy stworzyli w 1995 bibliotekę Qt (która stała się podstawą KDE – środowiska graficznego i platformy dla Uniksa i jego pochodnych, m.in. Linuksa), oraz Qtopię (przemianowaną na Qt Extended) dla urządzeń mobilnych (ang. mobile devices).
Spółka publiczna, od 2006 notowana na giełdzie w Oslo. W 2008 większościowy pakiet akcji spółki przejęła fińska Nokia. W sierpniu 2012 znaczną część pracowników i zadania firmy przejęła firma Digia.